# Снафф (роман)
«Снафф» (2008) (англ. Snuff) — роман Чака Паланика, переведён на русский язык в 2009 году, издан в 2010 году.

## Сюжет
Легендарная порнозвезда Касси Райт завершает свою карьеру. Однако уйти она намерена с таким шиком и блеском, какого мир кино для взрослых ещё не знал за всю свою долгую и многотрудную историю. Она собирается заняться перед камерами сексом ни больше ни меньше, чем с шестьюстами мужчинами! Специальные журналы неистовствуют. Ночные программы кабельного телевидения заключают пари — получится или нет. Приглашенные поучаствовать любители с нетерпением ждут своей очереди, толкаются в тесном вестибюле и интригуют, чтобы пробиться вперёд. Самые опытные асы порно затаили дыхание. Отсчёт пошел!

## О книге
В 2011 году суд Турции обвинил издательство, опубликовавшее роман на турецком языке под названием «Смертельное порно», в публикации материала, содержание которого противоречит моральным ценностям турецкого общества, а также в отсутствии возрастных ограничений, вследствие чего книга могла быть приобретена несовершеннолетними гражданами. Издатель Хасан Басры Чыплак не согласился с предъявленными обвинениями, объявив, что лишь знакомит турецкое общество с произведением международно известного автора.
- «Величайший мастер литературной провокации нашего времени покоряет опасную территорию, где не ступала ещё нога хорошего писателя!» (цит. журнала Booklist)
- «Чак Паланик по-прежнему не признаёт ни границ, ни запретов. Он — самый дерзкий и безжалостный писатель современной Америки!» (цит. журнала People)
- «Чак Паланик приглашает читателей на увеселительную прогулку в АД!» (цит. журнала Newsday)